# Otero de Naraguantes
Otero de Naraguantes es una localidad y pedanía perteneciente al municipio de Fabero, situado en la comarca de El Bierzo.
Está situado en la carretera CV-126-24 que va desde Fabero hasta Otero de Naraguantes.
A destacar son sus molinos tradicionales, de los que llegó a tener hasta cinco, si bien han llegado en cierta integridad hasta nuestros días cuatro de ellos. Recientemente se restauraron a iniciativa de la pedanía y ayuntamiento de Fabero, para ponerlos en valor cultural. Destacan tanto su arquitectura en planta rectangular como por el resalte en la cumbre divisoria de las aguas del tejado, lo que le da una imagen muy característica. Además fueron edificados casi uno al lado del otro, conformando una estampa realmente particular.

## Demografía
Tiene una población de 140 habitantes, con 74 hombres y 66 mujeres.